# Musl
musl，一種C標準函式庫，主要使用於以Linux內核為主的作業系統上，目標為嵌入式系統與行動裝置，採用MIT許可證釋出。作者為瑞奇·費爾克（Rich Felker）。开发此库的目的是写一份干净、高效、符合标准的C标准库。

## 概述
Musl是从零开始设计的。一是希望让静态链接更高效；二是现有的C标准库在一些极端条件下表现很糟糕，竞态条件、资源不足时常常会出问题，而Musl试图避免它们来达到较高的实时強健性。Musl的动态运行时只有一个文件，有稳定的ABI，因此可以实现无竞态的版本升级。对静态链接的支持也让可移植单文件应用部署成为可能，而且不会使文件体积膨胀很多。
Musl声称与POSIX 2008标准和C11标准兼容，还实现了多数广泛使用但非标准的Linux、BSD和glibc函数。

## 使用
有些Linux发行版可以使用Musl作为标准C库，例如Alpine Linux、Dragora 3、Gentoo Linux、OpenWrt、Sabotage、Morpheus Linux、Void Linux。对于链接到glibc的二进制程序，gcompat能让它们在基于Musl的发行版上运行。

## 外部連結
- 官方网站
- Comparison of C/POSIX standard library implementations for Linux（页面存档备份，存于）